# Прамія-да-Мар
Праміа́-да-Ма (кат. Premià de Mar) — муніципалітет, розташований в Автономній області Каталонія, в Іспанії. Код муніципалітету за номенклатурою Інституту статистики Каталонії — 81727. Знаходиться у районі (кумарці) Маресма (коди району — 21 та MM) провінції Барселона, згідно з новою адміністративною реформою перебуватиме у складі Баґарії (округи) Барселона. За кількістю населення у 2007 р. місто займало 43 місце серед муніципалітетів Каталонії.

## Населення
Населення міста (у 2007 р.) становить 27.590 осіб (з них менше 14 років — 15,2 %, від 15 до 64 — 70,4 %, понад 65 років — 14,3 %). У 2006 р. народжуваність склала 313 осіб, смертність — 200 осіб, зареєстровано 103 шлюби. У 2001 р. активне населення становило 13.719 осіб, з них безробітних — 1.508 осіб.

Серед осіб, які проживали на території міста у 2001 р., 17.426 народилися в Каталонії (з них 6.538 осіб у тому самому районі, або кумарці), 6.812 осіб приїхало з інших областей Іспанії, а 2.096 осіб приїхало з-за кордону. 

Університетську освіту має 13,3 % усього населення. 

У 2001 р. нараховувалося 9.155 домогосподарств (з них 16,5 % складалися з однієї особи, 27,7 % з двох осіб,23,8 % з 3 осіб, 22 % з 4 осіб, 6,7 % з 5 осіб, 1,9 % з 6 осіб, 0,6 % з 7 осіб, 0,3 % з 8 осіб і 0,4 % з 9 і більше осіб).

Активне населення міста у 2001 р. працювало у таких сферах діяльності: у сільському господарстві — 3,2 %, у промисловості — 22,6 %, на будівництві — 10,3 % і у сфері обслуговування — 64 %. 

 У муніципалітеті або у власному районі (кумарці) працює 5.634 особи, поза районом — 8.700 осіб.

### Доходи населення
У 2002 р. доходи населення розподілялися таким чином :
| \| Доходи населення за статтями доходів \| Доходи населення за статтями доходів \| Доходи населення за статтями доходів \| \| Рік \| 2002 р. \| 2001 р. \| \| ------------------------------------ \| ------------------------------------ \| ------------------------------------ \| \| Заробітна платня \| 62,9 % \| 64,8 % \| \| Доходи від ведення бізнесу \| 22,5 % \| 21,8 % \| \| Соціальна допомога \| 14,6 % \| 13,5 % \| |         |         |
| Доходи населення за статтями доходів |         |         |
| Рік | 2002 р. | 2001 р. |
| Заробітна платня | 62,9 %  | 64,8 %  |
| Доходи від ведення бізнесу | 22,5 %  | 21,8 %  |
| Соціальна допомога | 14,6 %  | 13,5 %  |

### Безробіття
У 2007 р. нараховувалося 1.104 безробітних (у 2006 р. — 1.184 безробітних), з них чоловіки становили 43,2 %, а жінки — 56,8 %.

## Економіка
У 1996 р. валовий внутрішній продукт розподілявся по сферах діяльності таким чином :
| \| Валовий внутрішній продукт \| Валовий внутрішній продукт \| Валовий внутрішній продукт \| \| Рік \| 1996 р. \| 1991 р. \| \| -------------------------- \| -------------------------- \| -------------------------- \| \| Сільське господарство \| 1,4 % \| 1,7 % \| \| Промисловість \| 24,9 % \| 30,6 % \| \| Будівництво \| 7,3 % \| 9,6 % \| \| Послуги \| 66,3 % \| 58,2 % \| |         |         |
| Валовий внутрішній продукт |         |         |
| Рік | 1996 р. | 1991 р. |
| Сільське господарство | 1,4 %   | 1,7 %   |
| Промисловість | 24,9 %  | 30,6 %  |
| Будівництво | 7,3 %   | 9,6 %   |
| Послуги | 66,3 %  | 58,2 %  |

### Підприємства міста

#### Промислові підприємства
| \| Промислові підприємства міста, за сферою діяльності \| Промислові підприємства міста, за сферою діяльності \| Промислові підприємства міста, за сферою діяльності \| \| Рік \| 2002 р. \| 2001 р. \| \| --------------------------------------------------- \| --------------------------------------------------- \| --------------------------------------------------- \| \| Енергетичні та водні ресурси \| 0,7 % \| 0,7 % \| \| Хімія та метали \| 2 % \| 2,7 % \| \| Переробка металів \| 32,2 % \| 35,6 % \| \| Продукти харчування \| 4 % \| 2,1 % \| \| Текстиль \| 27,5 % \| 28,1 % \| \| Виробництво меблів, видання \| 22,8 % \| 21,2 % \| \| Інше \| 10,7 % \| 9,6 % \| \| Усього підприємств \| 149 \| 146 \| |         |         |
| Промислові підприємства міста, за сферою діяльності |         |         |
| Рік | 2002 р. | 2001 р. |
| Енергетичні та водні ресурси | 0,7 %   | 0,7 %   |
| Хімія та метали | 2 %     | 2,7 %   |
| Переробка металів | 32,2 %  | 35,6 %  |
| Продукти харчування | 4 %     | 2,1 %   |
| Текстиль | 27,5 %  | 28,1 %  |
| Виробництво меблів, видання | 22,8 %  | 21,2 %  |
| Інше | 10,7 %  | 9,6 %   |
| Усього підприємств | 149     | 146     |

#### Роздрібна торгівля
| \| Підприємства роздрібної торгівлі міста, за сферою діяльності \| Підприємства роздрібної торгівлі міста, за сферою діяльності \| Підприємства роздрібної торгівлі міста, за сферою діяльності \| \| Рік \| 2002 р. \| 2001 р. \| \| ------------------------------------------------------------ \| ------------------------------------------------------------ \| ------------------------------------------------------------ \| \| Продукти харчування \| 30,5 % \| 30,3 % \| \| Одяг та взуття \| 23 % \| 22,8 % \| \| Товари для дому \| 16,4 % \| 17,4 % \| \| Книги та періодичні видання \| 2,2 % \| 3,4 % \| \| Промислова хімічна продукція \| 5,8 % \| 5,2 % \| \| Продукція, пов'язана з транспортними засобами \| 2,9 % \| 2,8 % \| \| Інше \| 19,2 % \| 18,1 % \| \| Усього підприємств \| 452 \| 465 \| |         |         |
| Підприємства роздрібної торгівлі міста, за сферою діяльності |         |         |
| Рік | 2002 р. | 2001 р. |
| Продукти харчування | 30,5 %  | 30,3 %  |
| Одяг та взуття | 23 %    | 22,8 %  |
| Товари для дому | 16,4 %  | 17,4 %  |
| Книги та періодичні видання | 2,2 %   | 3,4 %   |
| Промислова хімічна продукція | 5,8 %   | 5,2 %   |
| Продукція, пов'язана з транспортними засобами | 2,9 %   | 2,8 %   |
| Інше | 19,2 %  | 18,1 %  |
| Усього підприємств | 452     | 465     |

#### Сфера послуг
| \| Підприємства міста, що працюють у сфері послуг, за діяльністю \| Підприємства міста, що працюють у сфері послуг, за діяльністю \| Підприємства міста, що працюють у сфері послуг, за діяльністю \| \| Рік \| 2002 р. \| 2001 р. \| \| ------------------------------------------------------------- \| ------------------------------------------------------------- \| ------------------------------------------------------------- \| \| Гуртова торгівля \| 11,7 % \| 12,1 % \| \| Готелі та готельний бізнес \| 18,8 % \| 18,7 % \| \| Транспорт та зв'язок \| 19,1 % \| 19,7 % \| \| Посередницькі фінансові послуги \| 3,7 % \| 3,7 % \| \| Послуги підприємствам \| 8,2 % \| 8,3 % \| \| Послуги фізичним особам \| 29,5 % \| 28,9 % \| \| Нерухомість та ін. \| 9 % \| 8,7 % \| \| Усього підприємств \| 766 \| 737 \| |         |         |
| Підприємства міста, що працюють у сфері послуг, за діяльністю |         |         |
| Рік | 2002 р. | 2001 р. |
| Гуртова торгівля | 11,7 %  | 12,1 %  |
| Готелі та готельний бізнес | 18,8 %  | 18,7 %  |
| Транспорт та зв'язок | 19,1 %  | 19,7 %  |
| Посередницькі фінансові послуги | 3,7 %   | 3,7 %   |
| Послуги підприємствам | 8,2 %   | 8,3 %   |
| Послуги фізичним особам | 29,5 %  | 28,9 %  |
| Нерухомість та ін. | 9 %     | 8,7 %   |
| Усього підприємств | 766     | 737     |

## Житловий фонд
У 2001 р. 7,2 % усіх родин (домогосподарств) мали житло метражем до 59 м2, 48,3 % — від 60 до 89 м2, 28,9 % — від 90 до 119 м2 і
15,6 % — понад 120 м2.

З усіх будівель у 2001 р. 17,2 % було одноповерховими, 40,8 % — двоповерховими, 24,7 % — триповерховими, 4 % — чотириповерховими, 5,6 % — п'ятиповерховими, 4,7 % — шестиповерховими,
1,5 % — семиповерховими, 1,4 % — з вісьмома та більше поверхами.

## Автопарк
| \| Автомобілі, зареєстровані у місті, за призначенням \| Автомобілі, зареєстровані у місті, за призначенням \| Автомобілі, зареєстровані у місті, за призначенням \| \| Рік \| 2006 р. \| 2005 р. \| \| -------------------------------------------------- \| -------------------------------------------------- \| -------------------------------------------------- \| \| Приватні автомобілі \| 75,7 % \| 76,6 % \| \| Мотоцикли \| 10,9 % \| 10,1 % \| \| Вантажівки \| 11,4 % \| 11,5 % \| \| Трактори \| 0,3 % \| 0,3 % \| \| Автобуси та ін. \| 1,7 % \| 1,5 % \| \| Усього автомобілів \| 16.072 шт. \| 15.962 шт. \| |            |            |
| Автомобілі, зареєстровані у місті, за призначенням |            |            |
| Рік | 2006 р.    | 2005 р.    |
| Приватні автомобілі | 75,7 %     | 76,6 %     |
| Мотоцикли | 10,9 %     | 10,1 %     |
| Вантажівки | 11,4 %     | 11,5 %     |
| Трактори | 0,3 %      | 0,3 %      |
| Автобуси та ін. | 1,7 %      | 1,5 %      |
| Усього автомобілів | 16.072 шт. | 15.962 шт. |

## Вживання каталанської мови
У 2001 р. каталанську мову у місті розуміли 94,1 % усього населення (у 1996 р. — 94,5 %), вміли говорити нею 75,1 % (у 1996 р. — 75,6 %), вміли читати 74,4 % (у 1996 р. — 72,7 %), вміли писати 49,6 % (у 1996 р. — 48,3 %). Не розуміли каталанської мови 5,9 %.

## Політичні уподобання
У виборах до Парламенту Каталонії у 2006 р. взяло участь 11.424 особи (у 2003 р. — 13.005 осіб). Голоси за політичні сили розподілилися таким чином:
| \| Вибори до Парламенту Каталонії \| Вибори до Парламенту Каталонії \| Вибори до Парламенту Каталонії \| \| Рік \| 2006 р. \| 2003 р. \| \| -------------------------------------- \| ------------------------------ \| ------------------------------ \| \| Конвергенція та Єднання (CiU) \| 32,1 % \| 32,6 % \| \| Соціалістична партія Каталонії (PSC) \| 25,4 % \| 28 % \| \| Народна партія (PP) \| 10,6 % \| 12,2 % \| \| Ініціатива за зелену Каталонію (IC) \| 11,1 % \| 8,5 % \| \| Республіканська лівиця Каталонії (ERC) \| 14,8 % \| 17 % \| \| Громадянська партія (C's) \| 3,5 % \| 0 % \| \| Інші \| 2,6 % \| 1,7 % \| |         |         |
| Вибори до Парламенту Каталонії |         |         |
| Рік | 2006 р. | 2003 р. |
| Конвергенція та Єднання (CiU) | 32,1 %  | 32,6 %  |
| Соціалістична партія Каталонії (PSC) | 25,4 %  | 28 %    |
| Народна партія (PP) | 10,6 %  | 12,2 %  |
| Ініціатива за зелену Каталонію (IC) | 11,1 %  | 8,5 %   |
| Республіканська лівиця Каталонії (ERC) | 14,8 %  | 17 %    |
| Громадянська партія (C's) | 3,5 %   | 0 %     |
| Інші | 2,6 %   | 1,7 %   |

У муніципальних виборах у 2007 р. взяло участь 10.089 осіб (у 2003 р. — 12.417 осіб). Голоси за політичні сили розподілилися таким чином:
| \| Муніципальні вибори \| Муніципальні вибори \| Муніципальні вибори \| \| Рік \| 2007 р. \| 2003 р. \| \| -------------------------------------- \| ------------------- \| ------------------- \| \| Конвергенція та Єднання (CiU) \| 38,8 % \| 28,3 % \| \| Соціалістична партія Каталонії (PSC) \| 26,6 % \| 21,5 % \| \| Народна партія (PP) \| 10,5 % \| 14,1 % \| \| Ініціатива за зелену Каталонію (IC) \| 11,5 % \| 15,4 % \| \| Республіканська лівиця Каталонії (ERC) \| 8,8 % \| 12,5 % \| \| Громадянська партія (C's) \| 0 % \| 0 % \| \| Інші \| 3,8 % \| 8,1 % \| |         |         |
| Муніципальні вибори |         |         |
| Рік | 2007 р. | 2003 р. |
| Конвергенція та Єднання (CiU) | 38,8 %  | 28,3 %  |
| Соціалістична партія Каталонії (PSC) | 26,6 %  | 21,5 %  |
| Народна партія (PP) | 10,5 %  | 14,1 %  |
| Ініціатива за зелену Каталонію (IC) | 11,5 %  | 15,4 %  |
| Республіканська лівиця Каталонії (ERC) | 8,8 %   | 12,5 %  |
| Громадянська партія (C's) | 0 %     | 0 %     |
| Інші | 3,8 %   | 8,1 %   |